# Бортовой самописец

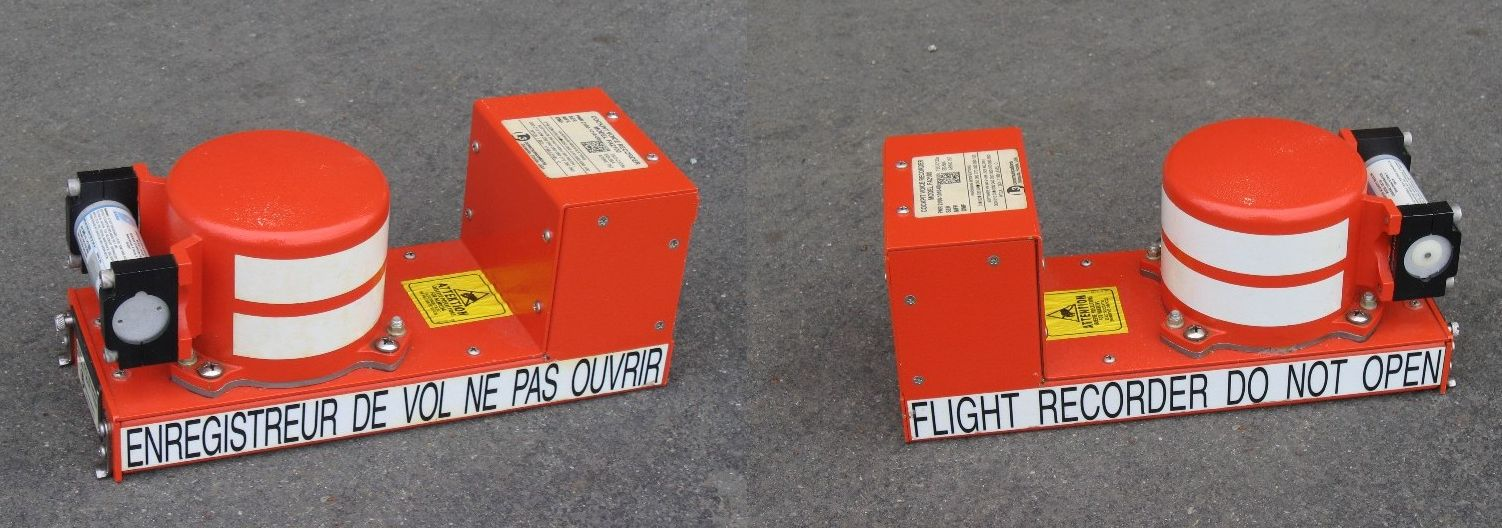
Аварийный речевой самописец. Надписи на французском и английском языках гласят: «Бортовой самописец. Не открывать». Белый цилиндр сбоку — гидроакустический маяк («пингер»)

Бортово́й самопи́сец (в отечественной авиации — бортовое устройство регистрации, БУР; на водном транспорте — регистратор данных рейса, РДР; разг. чёрный ящик) — конечное устройство системы регистрации, в основном используемое в авиации для записи основных параметров полёта, внутренних показателей функционирования систем летательного аппарата, переговоров экипажа и т. д. Информация из бортовых самописцев повседневно используется для контроля действий экипажа и работоспособности авиатехники после каждого полёта, а в особых случаях — при расследовании лётных происшествий. Сама система объективного контроля состоит из большой группы датчиков (собственных и внешних), блоков обработки информации и отдельного регистрирующего устройства (накопителя информации).
В начале XXI века, в связи с развитием элементной базы и удешевлением электронных компонентов, бортовые самописцы постепенно получают распространение и в иных областях — в частности, на водном, железнодорожном и автомобильном транспорте.

## Назначение и принцип действия

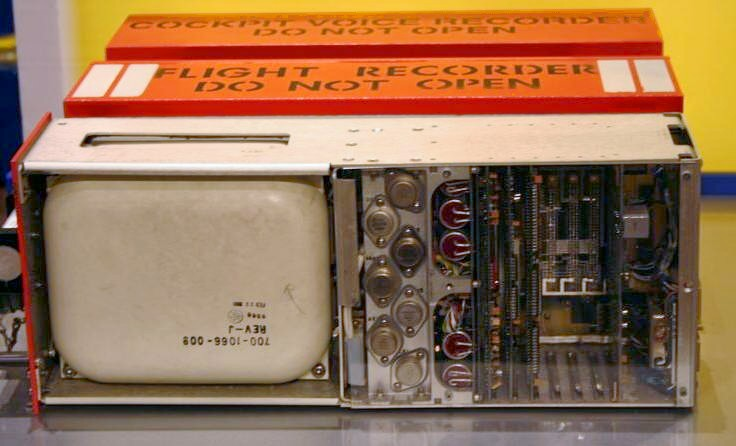
Устройство аварийного бортового самописца.

Бортовой самописец является частью системы объективного контроля воздушного судна, которая собирает сведения о состоянии материальной части (давление топлива на входе в двигатель, давление в гидросистемах, обороты двигателей, температура газов за турбиной и т. д.), о действиях экипажа (степень отклонения органов управления, уборка и выпуск взлётно-посадочной механизации, нажатия на боевую кнопку), навигационные (скорость и высоту полёта, курс, прохождение приводных маяков) и другие данные.
Обычно на воздушное судно устанавливаются два бортовых самописца: речевой, записывающий переговоры экипажа, и параметрический, фиксирующий параметры полёта. Кроме того, многие современные авиалайнеры имеют два комплекта самописцев: эксплуатационный (не имеющий защитного корпуса и предназначенный для контроля работы систем и экипажа после полёта) и аварийный (в прочном герметичном корпусе). Запись информации может производиться на оптические (фотоплёнка) либо магнитные (металлическая проволока или магнитная лента) носители; в последнее время широко применяется флеш-память.

### Эксплуатационный регистратор
Эксплуатационный регистратор (англ. quick access recorder) не защищён и применяется при повседневной эксплуатации воздушного судна. Наземный персонал производит считывание информации с эксплуатационных накопителей системы объективного контроля после каждого полёта. Считанная информация расшифровывается и анализируется с целью определить, не производил ли экипаж на протяжении полёта недопустимых действий или эволюций — не был ли превышен максимальный крен или тангаж, разрешённый производителем; не была ли превышена перегрузка на посадке, не превышено ли установленное время работы на форсажных или взлётных режимах и т. д. Эти данные также позволяют следить за выработкой ресурса летательного аппарата и своевременно производить регламентные работы, тем самым позволяя снизить частоту отказов и повысить надёжность авиационной техники и безопасность полётов.

### Аварийный регистратор

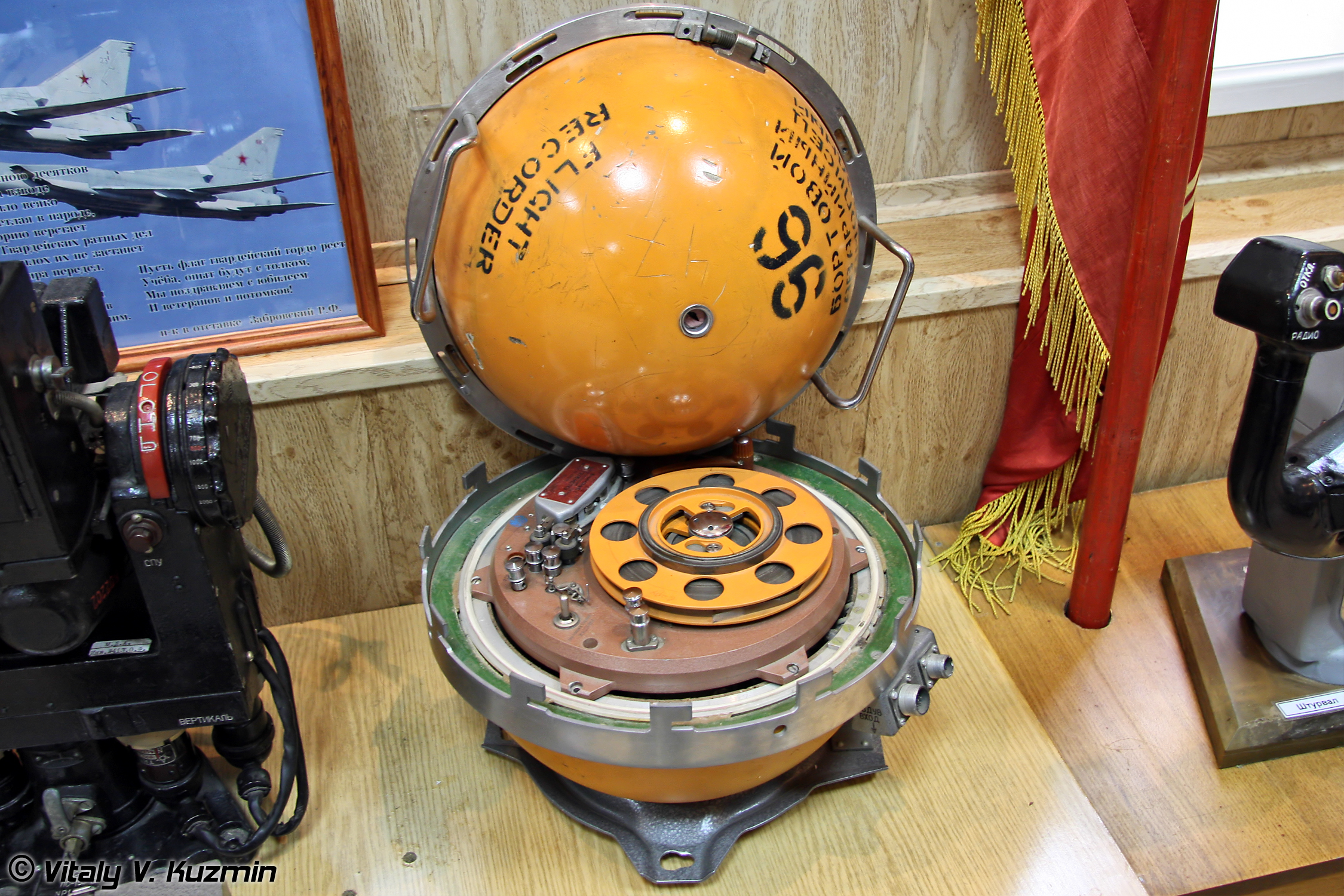
Аварийный регистратор полётных данных системы МСРП-12-96

В отличие от эксплуатационных регистраторов, аварийные самописцы надёжно защищены: так, по требованиям современного стандарта TSO-C124 они должны обеспечивать сохранность данных после 30 минут полного охвата огнём, при пребывании на глубине 6000 м в течение месяца, и при воздействии ударных перегрузок в 3400 g в течение 6 мс и статических перегрузок свыше 2 т на протяжении 5 минут. Самописцы предыдущих поколений с магнитными носителями могли выдерживать ударную перегрузку в 1000 g и сохранять информацию при полном охвате огнём в течение 15 минут.
Для облегчения поиска самописцев в них встраивают радиомаяки и (или) гидроакустические маяки, автоматически включающиеся в случае аварии (последние облегчают поиск самописцев под водой).
Нередко в средствах массовой информации аварийные бортовые самописцы называют «чёрными ящиками». Однако на самом деле корпуса таких самописцев обычно имеют форму шара или цилиндра, поскольку оболочки такой формы лучше сопротивляются внешнему давлению, и окрашиваются в яркий оранжевый или красный цвет для облегчения их обнаружения среди обломков на месте авиационного происшествия.

## Конструкция
Конструктивно бортовой самописец представляет собой комплект из взаимосвязанных трех основных блоков:
- блок сбора полетной информации (БСПИ);
- защищённый бортовой накопитель (ЗБН);
- пульт управления и индикации.

БСПИ собирает данные от бортовых систем и датчиков и подготавливает данные для записи на носитель в составе ЗБН. Корпус ЗБН выполняется из прочного материала с защитными покрытиями, благодаря чему он способен сохранить носитель полётных данных даже при сильном ударе воздушного судна о поверхность земли или воды при авиационном происшествии.

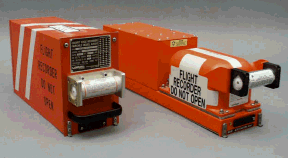
Аварийные самописцы: параметрический и речевой

 Многие годы параметрический и речевой регистраторы были конструктивно разделены: первый размещался в основном в хвосте самолёта (на хвостовой балке вертолёта), а второй — в кабине лётного экипажа. Однако для лучшей сохранности речевой самописец со временем также часто размещался в хвостовой части фюзеляжа, что требовало, однако, прокладки к нему протяженной электрической проводки.

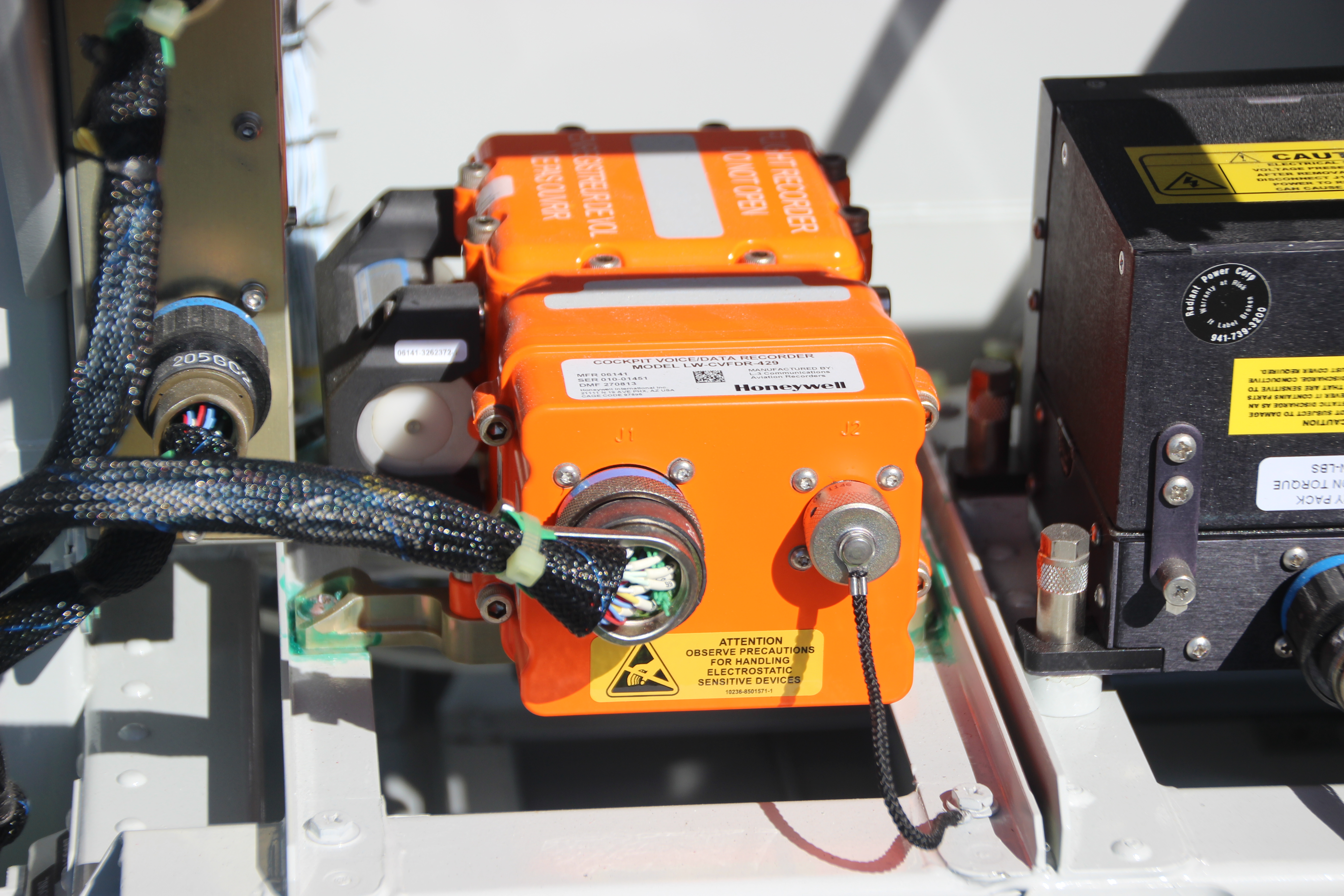
Современный совмещённый самописец параметрической и звуковой информации (CVDR)

Современные требования предусматривают выполнение цифровых регистраторов преимущественно совмещёнными , когда одно устройство объединяет функции параметрического и звукового самописцев, а также и видеорегистратора.

## История

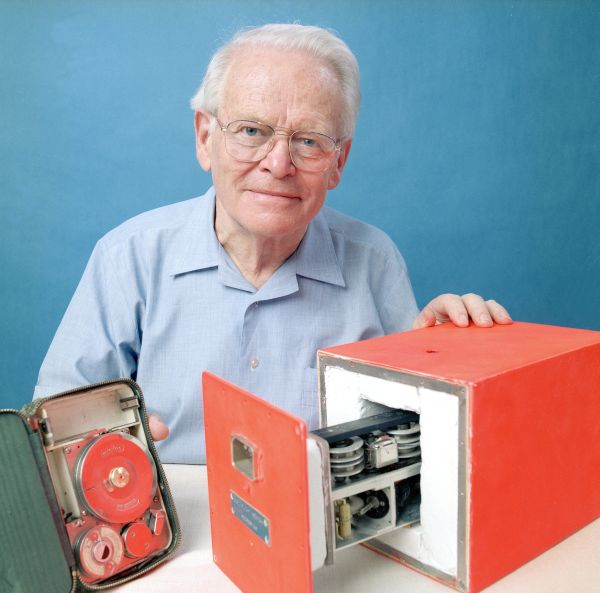
Дэвид Уоррен, изобретатель аварийного речевого самописца, с прототипом своего изобретения.

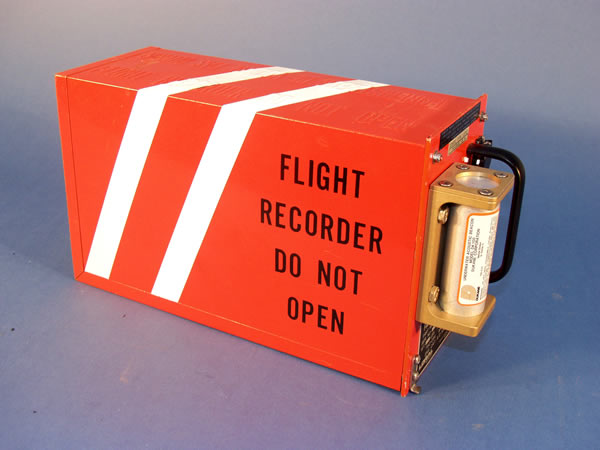
Один из устанавливаемых на современные самолёты речевых самописцев

Один из первых эксплуатационных регистраторов полётной информации был создан французами Франсуа Юссено (фр. François Hussenot) и Полем Бодуэном (фр. Paul Beaudouin) в 1939 году. Он представлял собой многоканальный светолучевой осциллограф — изменение каждого параметра полёта (высоты, скорости и т. д.) вызывало отклонение соответствующего зеркальца, отражавшего тонкий луч света на движущуюся фотоплёнку. По одной из версий, отсюда и произошло название «чёрный ящик» — корпус самописца был выкрашен в чёрный цвет для защиты фотоплёнки от засветки. В 1947 году изобретатели организовали компанию Société Française des Instruments de Mesure, ставшую известным производителем оборудования — в том числе и бортовых самописцев, — в дальнейшем влившуюся в концерн Safran SA.
В 1953 году австралийский учёный Дэвид Уоррен, принимавший участие в расследовании катастрофы первого в мире британского реактивного пассажирского лайнера De Havilland Comet, пришёл к мысли, что запись переговоров экипажа в аварийной ситуации могла бы значительно помочь в подобных расследованиях. Предложенное им устройство сочетало в себе параметрический и голосовой самописцы, и использовало магнитную ленту для записи информации, что позволяло использовать её многократно. Регистратор Уоррена был обёрнут асбестом и упакован в прочный стальной корпус, откуда возможно другое происхождение термина «чёрный ящик» — так называют объект, выполняющий определённые функции, внутренняя структура которого неизвестна или не принципиальна. Первый прототип устройства был представлен в 1956 году. В 1960 году распоряжением правительства Австралии установка аварийных самописцев на все пассажирские самолёты стала обязательной, вскоре этому примеру последовали и другие страны.
В СССР работы по созданию и внедрению систем сбора и регистрации полетной информации были начаты в 1960-х годах. Приказом по Минавиапрому СССР в 1965 Лётно-исследовательскому институту (ЛИИ) было поручено определить состав контролируемых параметров, методов контроля, провести испытания опытных образцов бортовых самописцев. К первому поколению относятся системы САРПП-12 для маневренных ЛА (с регистрацией на фотопленку 12 аналоговых параметров и ряда меток разовых команд) и МСРП-12 для неманёвренных ЛА (с регистрацией 12 основных параметров на магнитную пленку). САРПП-12 представляет собой просто приспособленный для штатного применения оптический осциллограф К10-53, помещенный в защитный контейнер. Защиту фотопленки с информацией от механических повреждений обеспечивает специальная броневая кассета. Однако кассета была практически не защищена от температурного воздействия. Накопитель МСРП-12 более защищен. Его лентопротяжный механизм расположен  в броневом контейнере с дополнительной теплоизоляцией, выдерживающим ударную перегрузку до 1000 g, статическую нагрузку 9800 Н и температуру 1000 °C в течение 10 минут. При становлении технологий бортовых самописцев характерным было приспособление для задач аварийной регистрации полетной информации серийной контрольно-записывающей аппаратуры общего назначения. Для анализа параметров полета использовалась ручная наземная обработка записанной информации. Например, плёнка САРПП-12 после ее проявления и печати в укрупненном масштабе обрабатывалась с использованием градуировочных графиков, а магнитная лента МСРП-12 сначала дешифровалась на наземном устройстве обработки (ДУМС). По мере развития вычислительной техники стала очевидной обязательность автоматизированных систем обработки зарегистрированных данных. 
Позднее были созданы и прошли испытания в ЛИИ системы контроля и регистрации второго поколения: типа «Тестер» (разработчик НПО «Электронприбор», г. Киев, главный конструктор И. А. Ястребов) и МСРП-64 (разработчик НПО «Сфера», г. Ленинград, главный конструктор В. Ф. Буралкин). C 1974 года новые  регистраторы начали устанавливать на манёвренных («Тестер») и неманёвренных (МСРП-64) самолётах. Эти системы регистрации обеспечивали: увеличенное число контролируемых и регистрируемых параметров, большую продолжительность непрерывной записи информации, повышенную точность регистрации, возможность автоматизированной обработки полётных данных, записанных на магнитном носителе в двоичном коде, а также улучшенные характеристики защищенного бортового накопителя, в особенности термобронеконтейнера, что обеспечило лучшую сохраняемость информации при авиационном происшествии.
После одной из катастроф самолёта Ан-24 в результате сваливания на глиссаде специалистами ЛИИ по записям МСРП-12 были проанализированы около 100 случайно выбранных полетов и выявлены грубейшие нарушения, массово допускаемые экипажами (снятия винтов с упора для снижения скорости при заходе на посадку, «подныривания» под глиссаду и др.). В итоге руководством отрасли было принято решение создать автоматизированные технологии контроля действий экипажа по полётной информации. В 1974 году была создана первая отечественная компьютерная программа автоматизированного контроля  полётных данных штатных устройств регистрации. Она заложила основы будущих программ экспресс-анализа, которые сейчас в обязательном порядке применяются для объективного контроля полётов. Первоначально такие программы для самолетов Ил-18, Су-15, Ту-154  предусматривали контроль свыше 80 событий (нарушений работоспособности бортовых систем и отклонений в действиях лётного экипажа). В настоящее время при экспресс-анализе число событий на гражданских и военных самолётах превышает 200. В начальный период внедрения разработанные методы объективного контроля полётов в эксплуатации обеспечили (в период 1974-1984 годов) снижение числа ошибок лётного экипажа в 5-6 раз, а инцидентов в 3-4 раза.